# Arrêts Von Hannover
Les arrêts Von Hannover contre Allemagne sont deux arrêts de la Cour européenne des droits de l'homme (CEDH) rendus en 2004 et 2012, opérant une conciliation entre la liberté de la presse et le droit au respect de la vie privée, s’agissant de la révélation de détails intimes de célébrités. Il s’agit des arrêts :
- Von Hannover c. Allemagne du 24 septembre 2004, rendu par la troisième section de la Cour, dans l’affaire no 59320/00
- Et Von Hannover c. Allemagne (no 2) du 7 février 2012, rendu par la Grande Chambre, dans les affaires no 40660/08 et no 60641/08.

La vie privée de la princesse Caroline de Hanovre (précédemment Caroline de Monaco) a souvent fait l'objet d'une couverture par la presse people. Depuis le début des années 1990, la princesse a mené des actions en justice contre la publication de photos de sa vie privée par des paparazzis, avec l'aide d'avocats, en commençant au niveau des tribunaux en Allemagne. Plusieurs procès réalisés devant la Cour fédérale de justice et la Cour constitutionnelle fédérale allemandes avaient fait primer  dans ces affaires la liberté d’expression des journaux poursuivis.
Par son arrêt de 2004, la CEDH considère que les juridictions allemandes ont échoué à protéger suffisamment le droit à la vie privée de la princesse de Hanovre, protégé par l’article 8 de la CEDH,. En revanche, en 2012, la CEDH observe que les juridictions allemandes ont fait évoluer leur jurisprudence pour tenir compte d’éléments de contexte dont l’importance avait été relevée par l’arrêt de 2004, tout en faisant usage de leur marge nationale d'appréciation. Ces deux arrêts conduisent à restreindre, dans les pays parties à la convention européenne de sauvegarde des droits de l'homme et des libertés fondamentales, la publication de détails sur la vie privée des célébrités aux cas où l'information est d'intérêt public et ne porte pas atteinte à l'honneur.

## Cour fédérale de justice, 1995
Dans cette première affaire, la princesse Caroline poursuit la maison d'édition Burda devant le tribunal régional de Hambourg après que les magazines Freizeit Revue et Bunte en Allemagne et France impriment plusieurs photographies la montrant seule, mais aussi avec l'acteur Vincent Lindon, ses enfants ou des passants.
Le tribunal régional a donné raison à la princesse concernant les ventes en France, mais a rejeté le procès concernant les publications vendues en Allemagne. Les deux parties au procès font appel de ce jugement, mais le tribunal régional supérieur rejette l'action en justice dans son intégralité. La princesse fait appel devant la Cour fédérale de justice.
La cour juge que la publication des photos sur lesquelles la princesse était vue avec Vincent Lindon dans un jardin est illicite, tandis que la publication de toutes les autres photos demeure inattaquable. Le jugement fait d'abord référence au droit à l'image selon le § 22 de la Loi sur le droit d'auteur artistique, mais part du principe que pour la majorité des images, leur publication est conforme au § 23 al. 1, car la princesse serait une « personnalité publique (de) ».

## Cour constitutionnelle fédérale, 1999
La princesse intente un recours devant le tribunal constitutionnelle contre la décision de la cour fédérale. Le tribunal juge que la cour fédérale de justice a violé les droits de la personnalité renforcés en l'espèce par l’influence de l'article 6 de la loi fondamentale qui protège la vie familiale. Le procès est renvoyé sur ce point à la cour fédérale. Les cinq autres photos, ne montrant pas sa famille, ont cependant été considérées comme acceptables.
Cette décision a fait date jusqu'à ce que la Cour européenne des droits de l'homme la déclare incompatible avec la Convention européenne des droits de l'homme en 2004.

## Cour européenne des droits de l'homme, 2004
La princesse Caroline fait appel devant la Cour européenne des droits de l'homme.
La Cour européenne des droits de l'homme juge en dernière instance que la publication des images viole le droit au respect de la vie privée (Art. 8 de la Convention européenne des droits de l'homme).
La demande de dommages-intérêts qui en a résulté a été acceptée à l'amiable. En 2005, le gouvernement fédéral allemand a versé à Caroline une indemnisation pour protection insuffisante par les tribunaux allemands, ainsi qu'un remboursement des frais. Au total, le paiement s'est élevé à 115 000 € .
Un extrait des déclarations de la CEDH:

« Si la liberté d’expression s’étend également à la publication de photos, il s’agit néanmoins d’un domaine où la protection de la réputation et des droits d’autrui revêt une importance particulière, car il est question de la diffusion non pas « d’idées » mais d’images contenant des informations très personnelles, voire intimes, sur un individu. De plus, les photos paraissant dans la presse à sensation sont souvent réalisées dans un climat de harcèlement continu, entraînant pour la personne concernée un très fort sentiment d’intrusion dans sa vie privée et même de persécution.
Selon la Cour, l’élément déterminant lors de la mise en balance de la protection de la vie privée et de la liberté d’expression, doit résider dans la contribution que les photos et articles publiés apportent au débat d’intérêt général. Or en l’espèce, il s’agit de photos représentant Caroline von Hannover dans des scènes de la vie quotidienne, donc dans des activités de nature purement privée. La Cour note à cet égard le contexte dans lequel les photos ont été prises : à l’insu de la requérante, sans son consentement et parfois de manière clandestine. Force est de constater que la contribution au débat d’intérêt général fait défaut en l’espèce, la requérante ne remplissant pas de fonctions officielles et les photos et articles litigieux se rapportant exclusivement à des détails de sa vie privée.
Par ailleurs, s’il peut exister un droit du public d’être informé y compris, dans des circonstances particulières, sur la vie privée de personnes publiques, tel n’est pas le cas en l’espèce. De l’avis de la Cour, le public n’a pas un intérêt légitime de savoir où Caroline von Hannover se trouve et comment elle se comporte d’une manière générale dans sa vie privée, même si elle apparaît dans des lieux qu’on ne saurait toujours qualifier d’isolés, et ce malgré sa notoriété. Et même si cet intérêt du public existe, de même qu’un intérêt commercial des magazines publiant photos et articles, ces intérêts doivent, aux yeux de la Cour, s’effacer en l’espèce devant le droit de la requérante à la protection effective de sa vie privée.
Ayant rappelé l’importance fondamentale que revêt la protection de la vie privée pour l’épanouissement de la personnalité de chacun, la Cour affirme que toute personne, même connue du grand public, doit pouvoir bénéficier d’une « espérance légitime » de protection et de respect de sa vie privée. Selon elle, les critères définis par les juridictions internes pour distinguer une personnalité « absolue » de l’histoire contemporaine d’une personnalité « relative » n’étaient pas suffisants pour assurer une protection effective de la vie privée de la requérante, et cette dernière aurait dû bénéficier dans les circonstances de l’espèce d’une « espérance légitime » de protection de sa vie privée. »

## Répercussions
Matthias Prinz, l'avocat de la princesse Caroline, se félicite de la décision et déclare : « Il était crucial de garantir ici davantage de liberté. Nous devons veiller à ce que la garantie de respect de la vie privée que la Convention européenne des droits de l'homme offre à chaque citoyen européen s'applique à tous. Pour tous les citoyens, même s’ils sont plus en vue.» 
L’ensemble de la presse européenne, en particulier les tabloïds, se consterne et le même jour le Frankfurter Allgemeine Zeitung titre « Les juges européens portent atteinte à la liberté de la presse ». L'arrêt est également fortement critiqué dans une partie de la doctrine juridique  - on craint que les reportages dits des tabloïds puissent désormais être restreints si l'intérêt public pour l'information se fonde nécessairement sur l'apport à un débat sérieux.
Les craintes de la presse people, selon lesquelles la Cour européenne des droits de l'homme aurait ouvert la voie à une censure généralisée des médias, ne se sont finalement pas avérées. Cependant, il y a eu une diminution significative des photos de paparazzi dans les médias. L'avocat de la plaignante a déclaré plus tard : « Les photos que nous avons vues chaque année ces dernières années et qui n'ont absolument aucun sens, c'est-à-dire lorsque vous voyez nos mêmes clients se promener encore et encore sur la plage dans le même maillot de bain et le même bikini, où il n'y a vraiment aucune valeur informative du tout, nous en avons vu moins cette année parce qu'elles ne peuvent vraiment plus du tout être justifiées.
Concrètement, l'arrêt de la CEDH de 2004 a finalement conduit la Cour fédérale de justice à réviser la notion de personnalité publique "absolue" et "relative" dans son arrêt du 6 mars 2007  qui résume les trois actions intentées par Caroline von Hannover contre deux magazines. Les conditions fixes qui valaient auparavant sont remplacées par le principe de la décision au cas par cas quant à savoir si une image est considérée comme pertinente pour l'intérêt public. Le tribunal constitutionnel a confirmé cet avis de la cour fédérale comme étant compatible avec la Loi fondamentale dans son arrêt du 26 février 2008.

## Cour européenne des droits de l'homme, 2012
La CEDH a confirmé cette jurisprudence allemande dans un arrêt du 7 février 2012. Elle a considéré que la maladie du dirigeant de Monaco est à qualifier d'information d'intérêt public.